# Světelné záření atmosféry

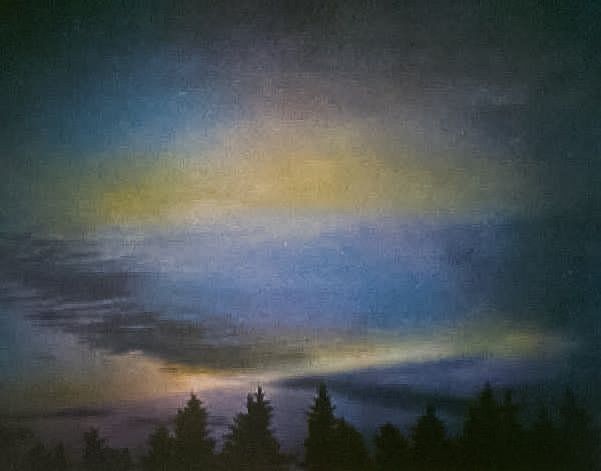
Světelné záření atmosféry.

Světelné záření atmosféry (anglicky Airglow nebo Nightglow) je stěží vnímatelné záření noční oblohy. Tento jev byl objeven v roce 1868 Andersem Ångströmem. V zemské atmosféře toto záření vyvolávají různé procesy probíhající ve vrchních vrstvách atmosféry jako např. rekombinace iontů kyslíku a dusíku, které byly ionizovány během dne ultrafialovým zářením nebo luminiscence způsobená kosmickým zářením.
Světelné záření atmosféry je během dne nepozorovatelné, protože je přezářeno slunečním zářením. Airglow má však vliv na kvalitu snímků při širokoúhlém fotografování objektů noční oblohy. V noci jej lze vidět pouhým okem pouze při světelném znečištění stupně B2 (skutečně tmavá obloha) nebo B1 (přírodně tmavá obloha). B2 se v Česku vyskytuje výjimečně v nejodlehlejších oblastech Šumavy a B1 už vůbec.
23. září 2009 byla vypuštěna švýcarská družice SwissCube, která má za úkol toto záření sledovat.
Slabé světelné záření atmosféry bylo také pozorováno v atmosféře Jupiterova měsíce Ganymeda.